# Албіна (Суринам)
Албіна (нід. Albina) - місто в Суринамі, адміністративний центр округу Маровейне. Населення становить близько 4000 чоловік.
Місто розташоване на західному березі річки Мароні, по якій проходить кордон з Французькою Гвіаною, навпроти французького міста Сейнт-Лаурен-ду-Мароні, куди часто ходять пороми.
З Парамарибо в Албіну ходить автобус - відстань становить приблизно 150 км. В результаті війни в другій половині 1980-х років район Албіна сильно постраждав, у тому числі і дорога. Велика частина Албіна також була знищена під час повстання маронів в 1980-90-х роках.
З Албіна ходять човни в Галібі. Основна причина, по якій туристи витрачають на подорож по воді 1,5 години - це черепахи. Черепахи припливають з усього Карибського моря, щоб відкласти яйця в Суринамі.